# میرزا احمد خداداده
میرزا احمدعلی خداداده دینوری (زاده ۱۲۶۱ یا ۱۲۶۲ خورشیدی در روستای شیرخان دینور - ۱۳۳۴)، نویسنده و فعال سیاسی سال‌های ابتدایی قرن بیستم بود. وی عضو حزب دموکرات عامیون ایران بود و با نگارش کتاب داستانی روز سیاه کارگر نخستین اثر را به زبان فارسی در زمینهٔ ادبیات کارگری و نیز ادبیات اقلیمی در ایران خلق کرد.
از وی به عنوان بنیانگذار ادبیات کارگری در ایران نیز یاد می‌شود.

## زندگی
تاریخ تولد میرزا احمدعلی خداداده ۱۳۰۵ هجری قمری ذکر شده که برابر با ۱۸۸۷ میلادی و ۱۲۶۵ و ۱۲۶۶ خورشیدی است. نام پدرش «خدادادخان جلیلوند» و زادهٔ روستای شیرخان دینور بوده‌است. شغل وی کشاورزی بوده و مدتی نیز برای دولت کار می‌کرده‌است.

## داستان‌نویسی
میرزا احمد خداداده در سال ۱۳۰۵ هجری خورشیدی کتاب روز سیاه کارگر را در کرمانشاه به چاپ رساند. این اثر که در بدو پیدایش ادبیات داستانی هم پدید آمد در فضای روستایی در منطقهٔ دینور در کرمانشاه در کردستان ایران می‌گذشت و از این‌رو نخستین اثر در ادبیات اقلیمی نیز به‌شمار می‌رود. روز سیاه کارگر اندکی بعد به زبان روسی هم ترجمه شد و در سال ۱۹۳۵ میلادی(۱۳۱۴ هجری خورشیدی) در تاشکند در ازبکستان به چاپ رسید.
خداداده در مقدمهٔ کتابش هدف خود از نگارش این داستان را چنین عنوان می‌کند:
«[...] چون روزگار با بخت برگشتگان و رنج کشان مساعدت ندارد نوع بشر نیز به اقتضای زمان کمک می‌نماید، این بنده بی قدر و مقام احمد خداداده کُرد دینِوَری محض خدمت به عالم بشریت برخلاف مصنفین سلف، دفتر خود را به نام طبقه کارگر و عامه رنجبر[...]زینت می‌دهم. [...] غرض از نگارش این مجموعه که ظاهراً رُمان و افسانه و باطناً تمام حقایق و صدق و رسمانه است، خاطر غیرتمندان مهربان به افراد بشر را مستحضر می‌دارم تاکنون کتابی که مجموعه زندگانی یک نفر دهگان صحرایی مشروحاً باشد دیده نشده، برخلاف از هر متمولی از شهریاران و وزراء و امیران و صاحبان ثروت هزاران راست و دروغ ساخته و پرداخته و مجله‌ها منتشر نموده‌اند.[...]امیدوارم انتباهی برای آیندگان باشد و برادران خود را به چشم حقارت ننگرند و عمری به تکبر و غرور و جهالت بسر نبرند. پارس، کرد، ترک را به چشم احترام نظر نموده فرقی ننهند و اقتدا به درندگان نکنند.»
گفته می‌شود که خداداده علاوه بر «روز سیاه کارگر»، کتاب دیگری نیز نوشته، که «گرامی تاریخچهٔ داریوش» نام دارد.